# Brentel (Malerfamilie)
Die Malerfamilie Brentel kam in der zweiten Hälfte des 16. Jahrhunderts in Lauingen auf, hatte mehr als zehn Mitglieder und dauerte bis zur Mitte des 17. Jahrhunderts fort. Ihr bekanntester Vertreter war der Radierer und Miniaturist Friedrich Brentel.

## Skizze
Die Familie geht auf die Brüder Georg und Hans Brentel zurück, die im Stil der Renaissance malten. Sie waren Söhne eines Lauinger Bürgers Bernhard Brentel, dessen Beruf nicht bekannt ist. Georg war vor allem als Wappenmaler bekannt, während Hans Brentel als Kartenmaler arbeitete. Zur gleichen Generation gehörte der etwas ältere Lauinger Baumeister Gregor Brentel, der möglicherweise ihr Cousin war. Er hatte allerdings keine männlichen Nachkommen.
Georg Brentel hatte mit seiner ersten Frau zwei Söhne – David und Elias – und mit seiner zweiten Frau einen: Friedrich. Da er 1587, zusammen mit seiner zweiten Frau und den Kindern aus dieser Ehe, nach Straßburg auswanderte, wuchs Friedrich ab seinem siebten Lebensjahr dort auf und war dort beheimatet. David trat vollkommen in die Fußstapfen seines Vaters und arbeitete als Wappen- und Miniaturmaler in Lauingen, wo er auch Ansehen hatte und deswegen im Rat saß. Sein jüngerer Bruder Elias wanderte nach dem ostfränkischen Burglengenfeld aus; ab 1622 war er auch Stadtmaler in Bayreuth. Ein Sohn Davids, Conrad, war in den Jahren 1621 bis 1633 in Tübingen tätig. Auch die beiden Söhne Elias’, Hans Friedrich (II.) und Friedrich (II.) waren Maler (Hans Friedrich auch Münzeisenschneider) in Franken. Beide starben recht jung, noch zu Lebzeiten ihres Vaters. Der sehr produktive, mit unglaublicher Präzision arbeitende Friedrich schuf im Stil des Manierismus. Auch seine beiden Kinder Hans Friedrich und Anna Maria waren künstlerisch in Straßburg tätig, starben jedoch sehr jung, ohne Nachkommen. Da auch drei Töchter von Georg Maler heirateten, hat die Malerfamilie Brentel Berührungspunkte mit anderen Malern. Durch die Ehe Sibillas mit dem Tübinger Maler Anton Ramsler kam die wichtigste Verbindung zustande. Anna Brentel heiratete den in Lauingen arbeitenden Hans Walch und Regina heiratete in Straßburg den aus Niederehnheim in Elsass stammenden Hans Bühler.
Georgs jüngerer Bruder Hans hatte drei Söhne, wovon zwei – Hans Brentel der Jüngere und Georg Brentel der Jüngere – Maler wurden. Hans setzte die Tätigkeit seines Vaters als Kartenmaler fort, er war aber zugleich auch Spielmann. Alle seinen vier Söhne betätigten sich nur als Musikanten. Der etwas jüngere Georg bezeichnete sich das ganze Leben als Maler, interessierte sich aber viel mehr für Mathematik und Astronomie. Er fertigte zahlreiche Schriften über verschiedenste Sonnenuhren, die mit Kupferstichen nach seinen Zeichnungen illustriert wurden. Als angesehener Bürger von Lauingen saß er im Rat und war sogar Bürgermeister, doch um dem Zwang zur Konvertierung zu entgehen, zog er 1621 nach Nördlingen, wo er als Stadtbaumeister und Hospitalmeister tätig war. Er hatte keine Nachkommen.

## Stammbaum der Mitglieder
- - Gregor Brentel (um/vor 1515–1567)
- Bernhard Brentel
  - Georg Brentel der Ältere (1525/30–1610)
    - David Brentel (um 1556–1615)
      - Conrad Brentel (1581– nach 1633)

    - Elias Brentel (1567–1647)
      - Hans Friedrich Brentel (II.) (um 1600–1634)
      - Friedrich Brentel (II.) (um 1606–1636)

    - Friedrich Brentel (1580–1651)
      - Hans Friedrich Brentel (1602–1636)
      - Anna Maria Brentel (1613–1633)

  - Hans Brentel (1532–1614)
    - Hans Brentel der Jüngere (1578–1626)
    - Georg Brentel der Jüngere (1581–1634)

In Tübingen wurde ein Friedrich Brindel erwähnt, der zusammen mit Johannes Ramsler die Sonnenuhr an der Tübinger Apotheke (genaues Jahr ist unbekannt) bemalte. Dass hier Friedrich Brentel gemeint ist, ist unwahrscheinlich, eher handelt es sich um seinen Sohn Hans Friedrich, oder eventuell um jemanden anderen.